# 河井實之助
河井實之助（かわい じつのすけ、1945年（昭和20年）11月12日-）は、株式会社フジ・メディア・テクノロジー代表取締役社長。
1999年フランス「芸術文化勲章」オフィシエ叙勲。